# 克氏田鼠
克氏田鼠（学名：Microtus clarkei）为仓鼠科田鼠属的动物。分布于缅甸和中国大陆西藏、云南等地，多栖息于山地针叶林及高山草原。该物种的模式产地在云南贡山县附近(28°N,Yunnan)。
2017年，学者基于线粒体基因构建的系统发育树显示，本种应归入松田鼠属（Neodon）。